# ガンベラーレ
ガンベラーレ（イタリア語: Gamberale）は、イタリア共和国アブルッツォ州キエーティ県にある、人口約300人の基礎自治体（コムーネ）。

## 地理

### 位置・広がり

#### 隣接コムーネ
隣接するコムーネは以下の通り。括弧内のAQはラクイラ県、ISはイゼルニア県所属を示す。
- アテレータ (AQ)
- カステル・デル・ジューディチェ (IS)
- モンテネロドーモ
- パレーナ
- ピッツォフェッラート
- サンタンジェロ・デル・ペスコ (IS)

## 行政

### 分離集落
ガンベラーレには、以下の分離集落（フラツィオーネ）がある。
- Casale Stazione, Casale Tesoro, Piane d'Ischia, Sant'Antonio